# 아이치현 제2구
아이치현 제2구(愛知県 第2区)는 일본의 중의원 선거구이다. 1994년 공직선거법으로 신설되었다.
현재 중의원은 국민민주당 소속에 후루카와 모토히사이다.

## 지역
- 나고야시
  - 지쿠사구
  - 모리야마구
  - 메이토구

## 역대 중의원 의원
| 선거          | 선거          | 의원              | 정당       |
| ------------- | ------------- | ----------------- | ---------- |
|               | 1996년 제41회 | 아오키 히로유키   | 신진당     |
|               | 2000년 제42회 | 후루카와 모토히사 | 민주당     |
| 2003년 제43회 |               | 후루카와 모토히사 | 민주당     |
| 2005년 제44회 |               | 후루카와 모토히사 | 민주당     |
| 2009년 제45회 |               | 후루카와 모토히사 | 민주당     |
| 2012년 제46회 |               | 후루카와 모토히사 | 민주당     |
| 2014년 제47회 |               | 후루카와 모토히사 | 민주당     |
|               | 2017년 제48회 | 후루카와 모토히사 | 희망의당   |
|               | 2021년 제49회 | 후루카와 모토히사 | 국민민주당 |